# Time Inc.
Time Inc. fue una empresa editorial dedicada a la publicación de revistas en medios impresos y digitales. Fundada por Henry Luce y Briton Hadden en 1922.

## Historia
Publicó el primer número de la revista Time el 3 de marzo de 1923, después de haber levantado $86.000 una meta de $100.000, siendo esta la primera revista semanal de noticias de Estados Unidos. Luce desempeñó como gerente de negocios, mientras que Hadden fue editor en jefe. Luce y Hadden alternan anualmente año a año los títulos de presidente y secretario-tesorero. Tras la repentina muerte de Hadden en 1929, Luce asumió la posición de Hadden.
Luce lanzó la revista de negocios de Fortune en febrero de 1930 y creó/fundó la revista Life en 1934, y lanzó House & Home en 1952 y Sports Illustrated en 1954. A mediados de la década de 1960, Time Inc. fue la mayor y más prestigiosa editorial de revistas en el mundo. 
El presidente Franklin D. Roosevelt, consciente de que la mayoría de los editores se oponían a él, emitió un decreto en 1943 que bloqueó viajes a todos los editores y directores de medios; puso al general George Marshall a cargo de la ejecución. El objetivo principal era Luce, que se había opuesto a lo largo con FDR.
Luce, que permaneció editor en jefe de todas sus publicaciones hasta 1964, donde mantuvo una posición como un miembro influyente del Partido Republicano.
Una fusión de Time Inc. y Warner Communications se anunció el 4 de marzo de 1989. Durante mediados de mismo año, Paramount Communications (conocida antes como Gulf+Western lanzó una oferta hostil de $12.2 millones para adquirir Time, Inc., en un intento de poner fin a un acuerdo de fusión con canje de acciones entre Time y Warner Communications. Esto causó que Time elevara su oferta por Warner a $14.9 mil millones en efectivo y acciones. Paramount respondió con la presentación de una demanda en una corte de Delaware para bloquear la fusión Time/Warner.
El tribunal falló en dos ocasiones en favor de Time, obligando a Paramount a dejar tanto la adquisición de Time y como la demanda, permitiendo la formación de la fusión de las dos compañías que se completó el 10 de enero de 1990. Sin embargo, en lugar de las empresas llegasen a desaparecer, el impacto de la fusión y su onda expansiva financiera resultante desprendía una nueva estructura corporativa, lo que resulta en la nueva compañía que se llama Time Warner.
El 6 de marzo de 2013, Time Warner anunció sus planes de escisión de Time Inc. en una compañía pública. Jeff Bewkes, presidente y CEO dijo que la división permitiría a Time Warner para centrarse por completo en la televisión y sus empresas de cine, y Time Inc. para centrarse en sus negocios principales medios de comunicación impresos. La escisión se completó el 9 de junio de 2014.
El 5 de febrero de 2014, Time Inc. anunció que estaba recortando 500 puestos de trabajo. Sin embargo, la mayoría de los despidos se encuentran en American Express Publishing.
En noviembre de 2017, Meredith Corporation anunció la adquisición de Time Inc. por 2800 millones de dólares. La compra de la compañía se finalizó el 31 de enero de 2018, lo que implicó el fin de Time Inc. 
En octubre de ese mismo año la revista Time fue vendida a Marc Benioff, propietario de Salesforce.com, por 190 millones de dólares.

## Productos
Esta compañía fue la responsable de la publicación de más de 130 títulos, entre los que destacan Time, People, Fortune, Sports Illustrated y Entertainment Weekly; convirtiéndola en la editora líder en el mercado de los Estados Unidos y el Reino Unido.